# 波庫蒂亞

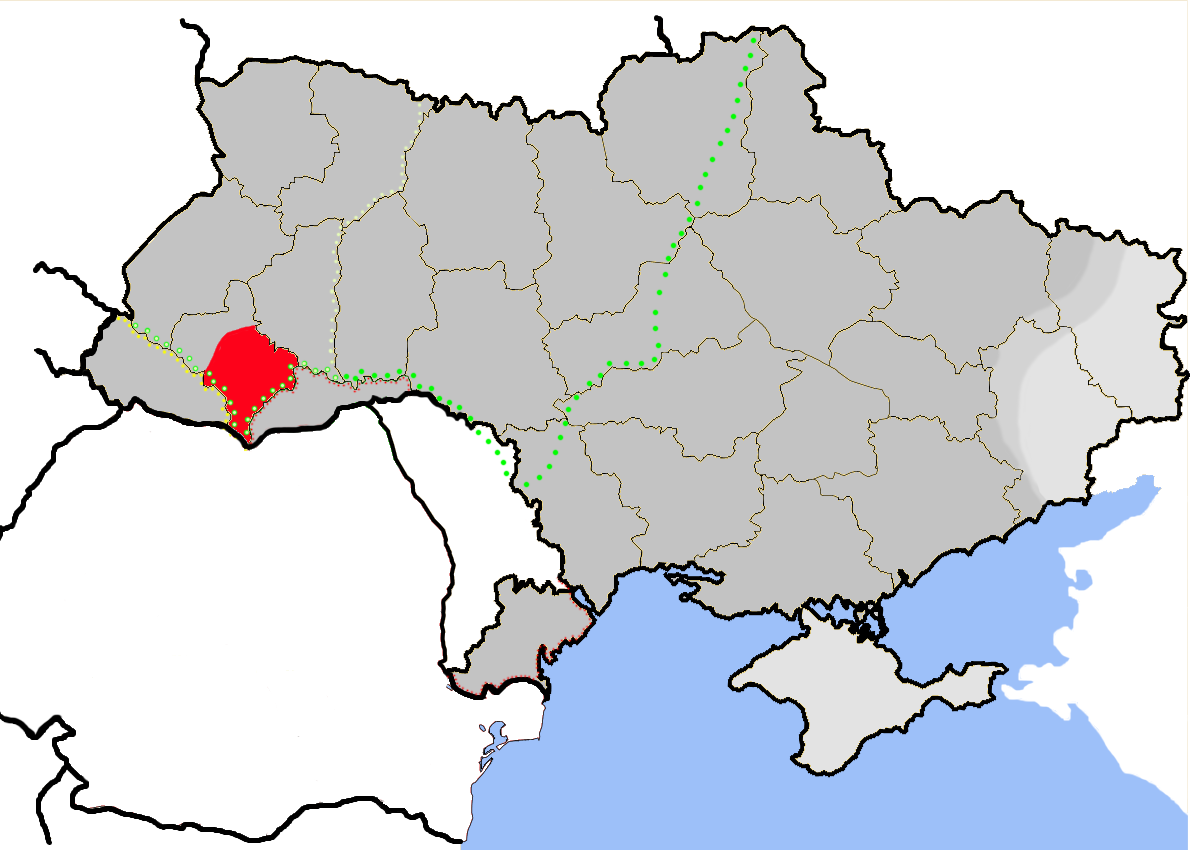
波庫蒂亞

波庫蒂亞（烏克蘭語：Покуття，羅馬化：Pokuttia）是東歐的一個歷史區域，位於聶斯特河和切雷莫什河之間。這一地區曾經是羅馬尼亞人和烏克蘭人雜居的地區，但現在的主要居民是烏克蘭人。